# Conversazione con l'uomo dell'armadio
Conversazione con l'uomo dell'armadio (Rozmowa z czlowiekiem z szafy) è un film del 1993 diretto da Mariusz Grzegorzek.

## Trama
Un giovane si barrica all’interno del proprio armadio e rivive la sua infanzia: un periodo segnato dalla convivenza con una madre possessiva, sempre nervosa e pronta a mandarlo presso un istituto per disabili. Seppur seguito da un’insegnante sensibile e amorevole, non resiste all’impatto col mondo del lavoro.